# Lesach

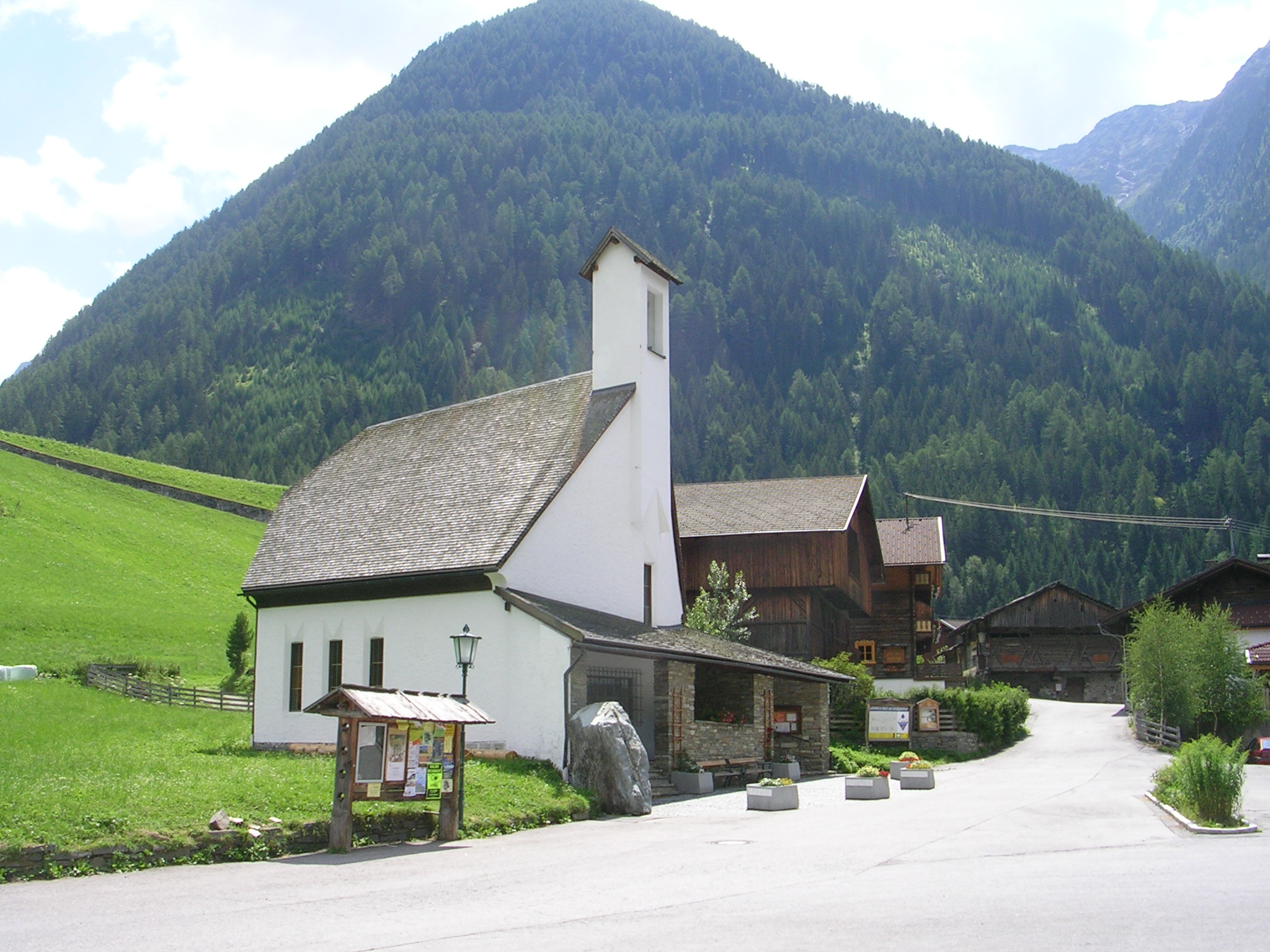
Unterlesach mit der Gedächtniskapelle

Lesach ist eine Fraktion der Gemeinde Kals am Großglockner in Tirol. Die Ortschaft am Lesachbach hat 163 Einwohner (Stand 1. Jänner 2024).

## Geographie
Lesach liegt im Kalser Tal südlich des Hauptortes Ködnitz auf dem Schuttkegel des Lesachbaches. Die Ortschaft Lesach liegt dabei nördlich des Lesachbaches wenige hundert Meter östlich der Mündung des Baches in den Kalserbach. Auf Grund der Höhendifferenz wird zwischen dem auf 1309 m ü. A. hohen Unterlesach und dem auf 1526 m ü. A. hoch gelegenen Oberlesach unterschieden. Höchstgelegener Hof von Lesach ist der östlich von Oberlesach gelegene Rubisoi-Hof auf einer Höhe von 1562 m ü. A.

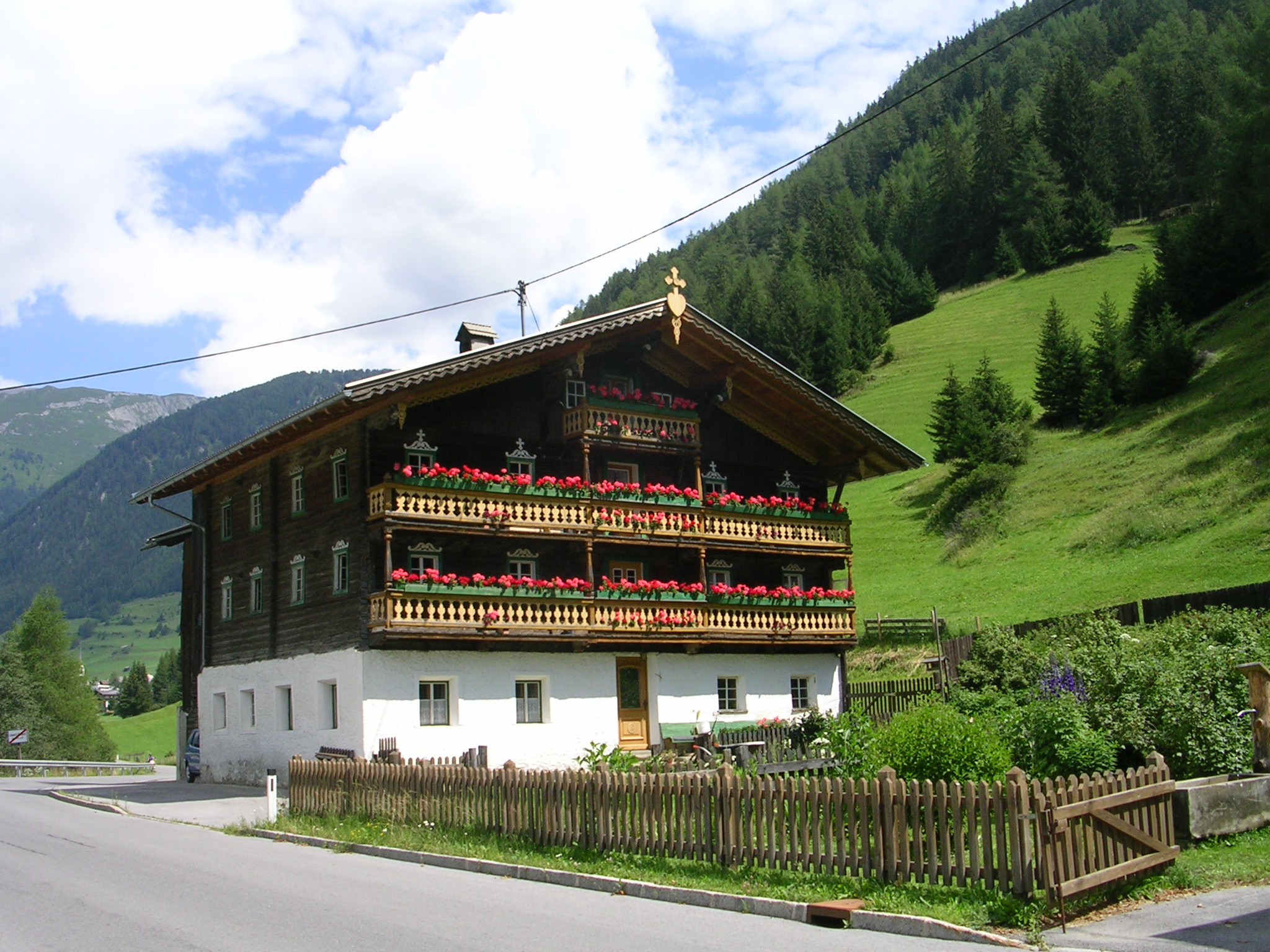
Weiler Pradell mit dem Meilinger-Hof

Zu Lesach gehört neben dem Dorf Unterlesach und dem Weiler Oberlesach auch die zerstreuten Häuser Pradell im Norden an der Straße zur Ortschaft Ködnitz und der Einzelhof Elleparte südlich des Lesachbaches. Im Lesachbachtal und den angrenzenden Anhöhen liegen zudem die Lesach-Riegel-Hütte (2134 m ü. A.), die Lesachalmhütte (1828 m ü. A.) und die Lesachalm (2026 m ü. A.).

## Geschichte
Die Ursprünge der Siedlungsnamen von Lesach stammen aus dem slawischen bzw. romanischen. Der Ortsname Lesach ist urkundlich erstmals 1244 als Lescha belegt. Der Name der Ortschaft stammt aus dem slawischen und bedeutet "Waldbewohner" (altslowenisch lešah). Die Siedlungsnamen der zu Lesach gehörenden Weiler entstammen hingegen der romanischen Sprache. Pradell (früher Pradel) geht auf das romanische pratellu ("Kleine Wiese") zurück, Ellenparte leitet sich wiederum vom romanischen illam partem ("jenseitiger Teil") ab.

## Sehenswürdigkeiten

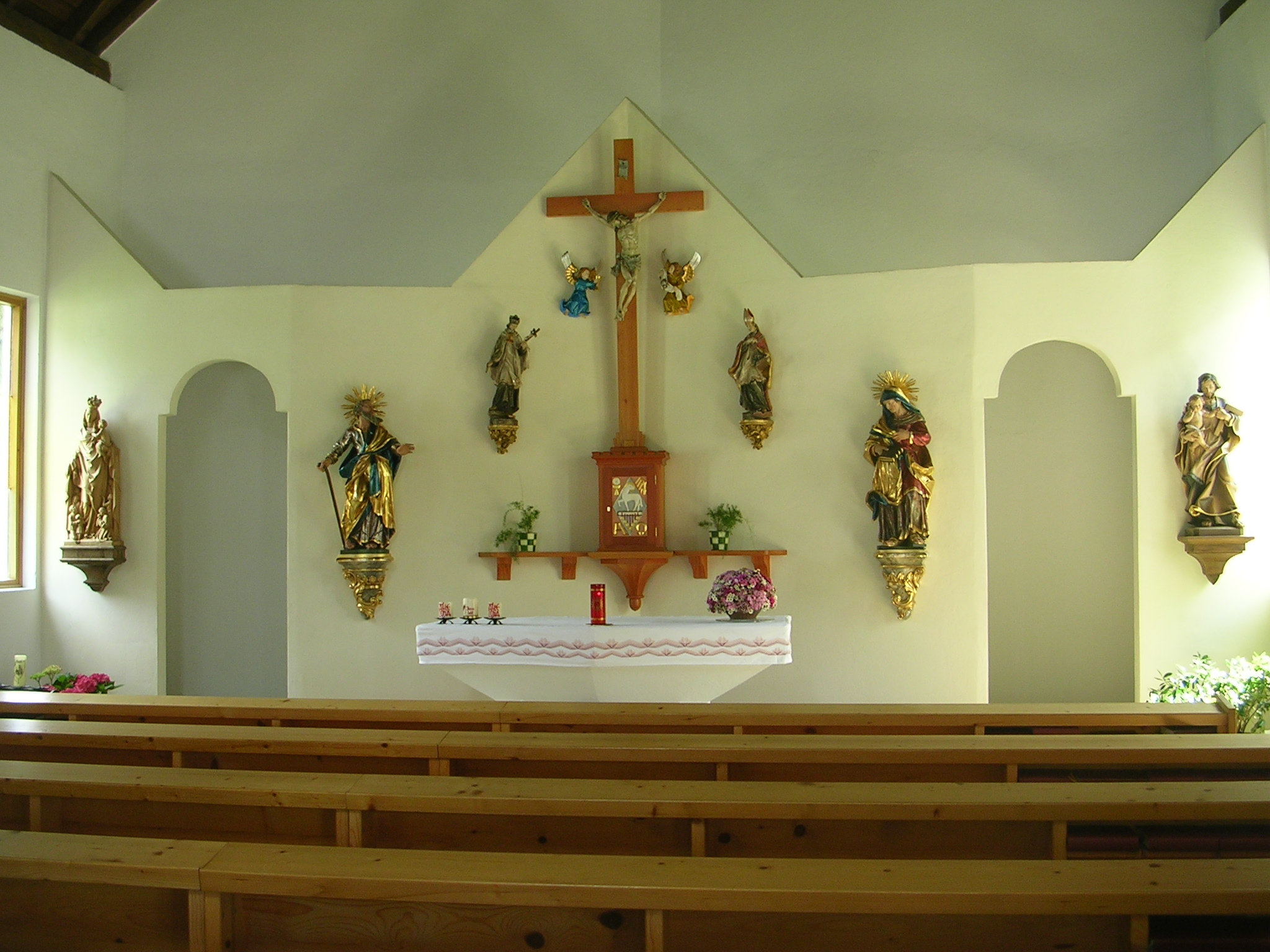
Innenansicht der Gedächtniskapelle

Die Gedächtniskapelle in Unterlesach wurde nach einem Gelöbnisses in den Hochwasserjahren 1965/66 errichtet und nimmt den Rang einer kleinen Dorfkirche ein. Sie wurde nach Plänen von Paul Illmer erbaut und verfügt über eine hohe Fassade mit Glockentürmchen. Die Kapelle besitzt einen Innenraum, der nach einer leichten Verjüngung in einen stumpf abgewinkelten Chor übergeht. Die Front der Kapelle ist mit einem Kruzifix sowie mehreren Figuren in volkstümlicher, barocker Ausführung geschmückt. Darunter befinden sich neben dem Heiligen Johann von Nepomuk (Patron gegen Wassergefahren) und dem Kirchenpatron Kilian auch eine Schutzmantelmadonna (1977) vom Kalser Bildhauer Hans Unterweger.